# Ambiorix (géant d'Ath)
Pour les articles homonymes, voir Ambiorix (homonymie).
Ambiorix, géant, anciennement des archers, de la Ducasse d'Ath, est attesté depuis le XVIIIe siècle sous le nom de Tirant. En 1850, il se métamorphose en Ambiorix, le chef de la tribu gallo-germanique des Eburons, pour évoquer l’histoire locale et nationale.
La Fanfare Royale Union Saint-Denis d’Irchonwelz le fait danser.

## Description
- hauteur : 3,75 mètres
- diamètre de la base du panier : 2 mètres
- poids : 130,50 kilos en 2014

Il porte une peau de bête fauve foncé (peau d'ours selon l'historien Emmanuel Fourdin) sur la tête, le dos et les épaules (elle a été renouvelée en 2024), de longs cheveux noirs et une moustache gauloise, une cape rouge, une cuirasse et une sous-cuirasse à motifs dorés (torsade entre deux lignes de fleurettes), une ceinture rouge, des manches rosées avec des lignes rouges verticales serrées et fines ainsi que des gants blancs. Sa main droite est fixée sur le pommeau en forme de tête d'aigle de l'épée, la gauche sur le fourreau, celui-ci est argenté avec décor doré. L'épée est argentée et le pommeau dorée et noire. Le panier est recouvert d'une jupe à fleurettes rouges et au-dessus, d'un tablier blanc à fines rayures verticales bleues. Sur le dos, il arbore un arc brun et un carquois gris avec bout renforcé de cuivre et couverture à bourrelet doré, des flèches multicolores ; sur le plat du carquois, les armes de la ville (aigle bicéphale).

## Tirant l'Ancien
L'historien et sculpteur local René Sansen a reconstitué, en 1991, la figure de « Tirant l'Ancien » qui sort traditionnellement le vendredi qui précède la ducasse à l'occasion du grand prix de tir à l'arc sur perche. Ce géant pèse 105 kg pour une hauteur de 3,50 m. Il possède une tête en polyester ainsi qu'une structure en bois et en osier.
Les autres géants du cortège dominical de la Ducasse d'Ath ne pouvant traditionnellement pas sortir ni de leur ville ni en dehors des festivités du 4e dimanche d'août, Tirant l'Ancien sert d'ambassadeur de la Ducasse lors de ses sorties et voyages à l'étranger, comme en Catalogne en juillet 2017 ou en Auvergne, en août 2014.

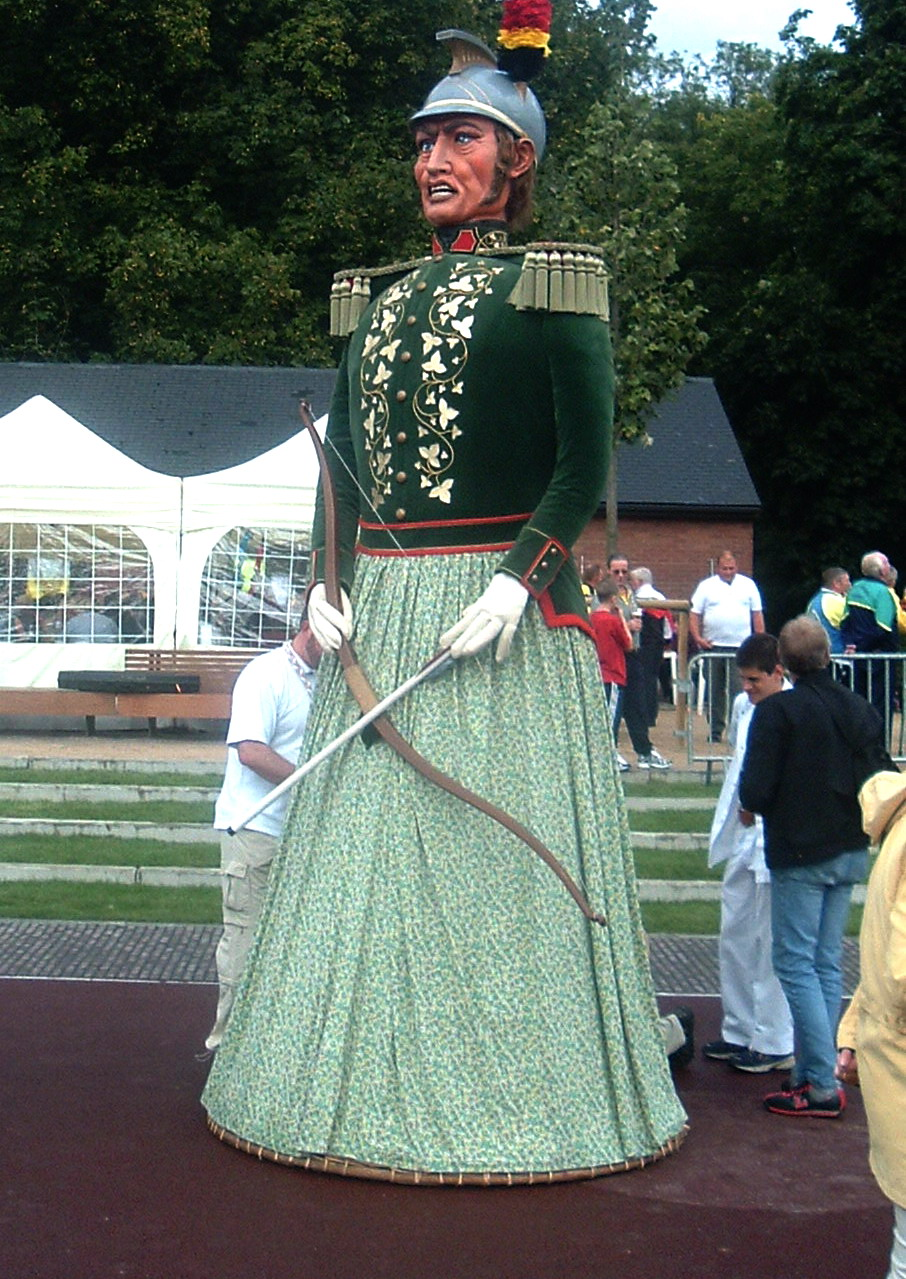
Tirant l'Ancien en 2005
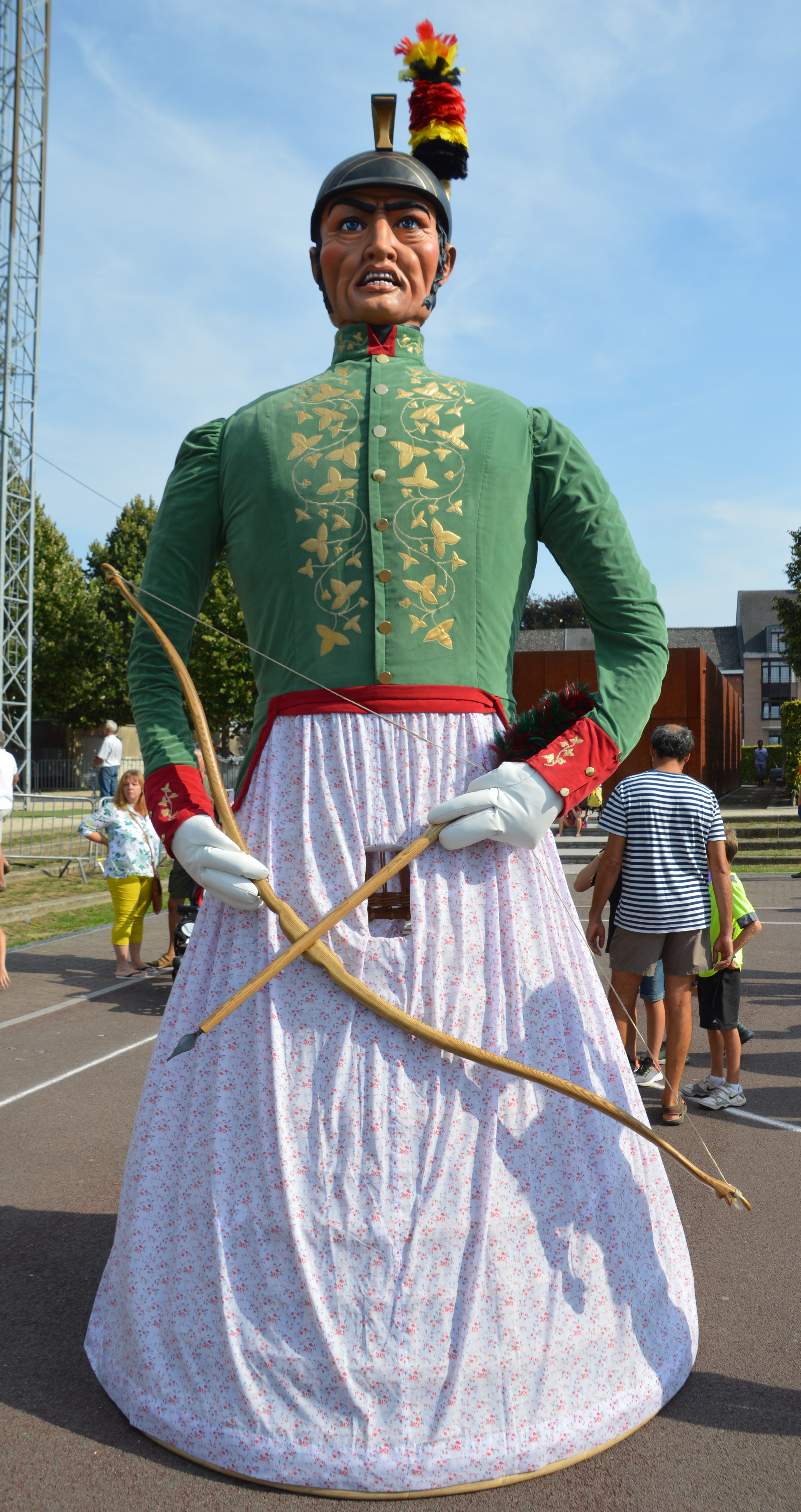
Tirant l'Ancien en 2019

## Galerie photographique

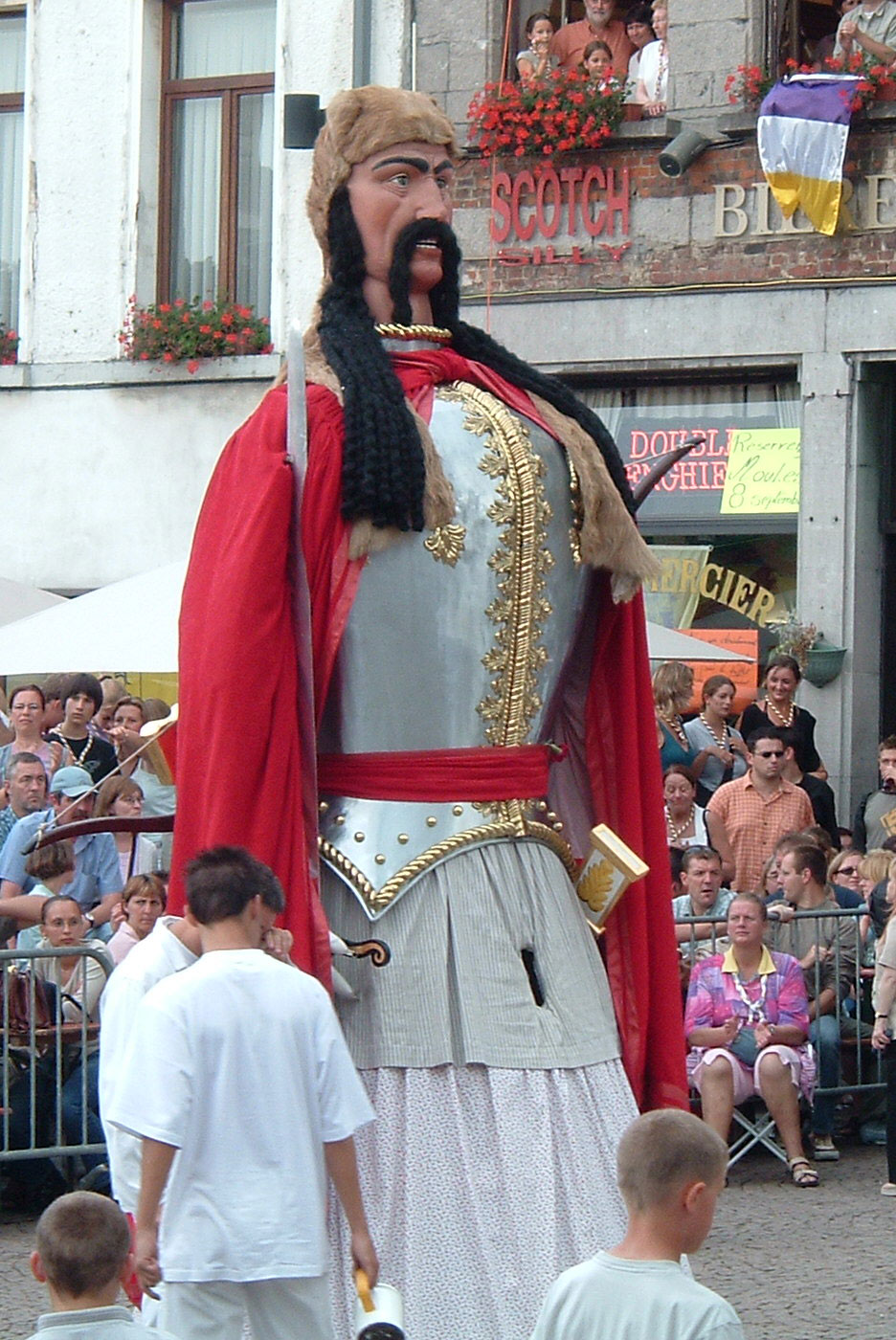
Ambiorix en 2004
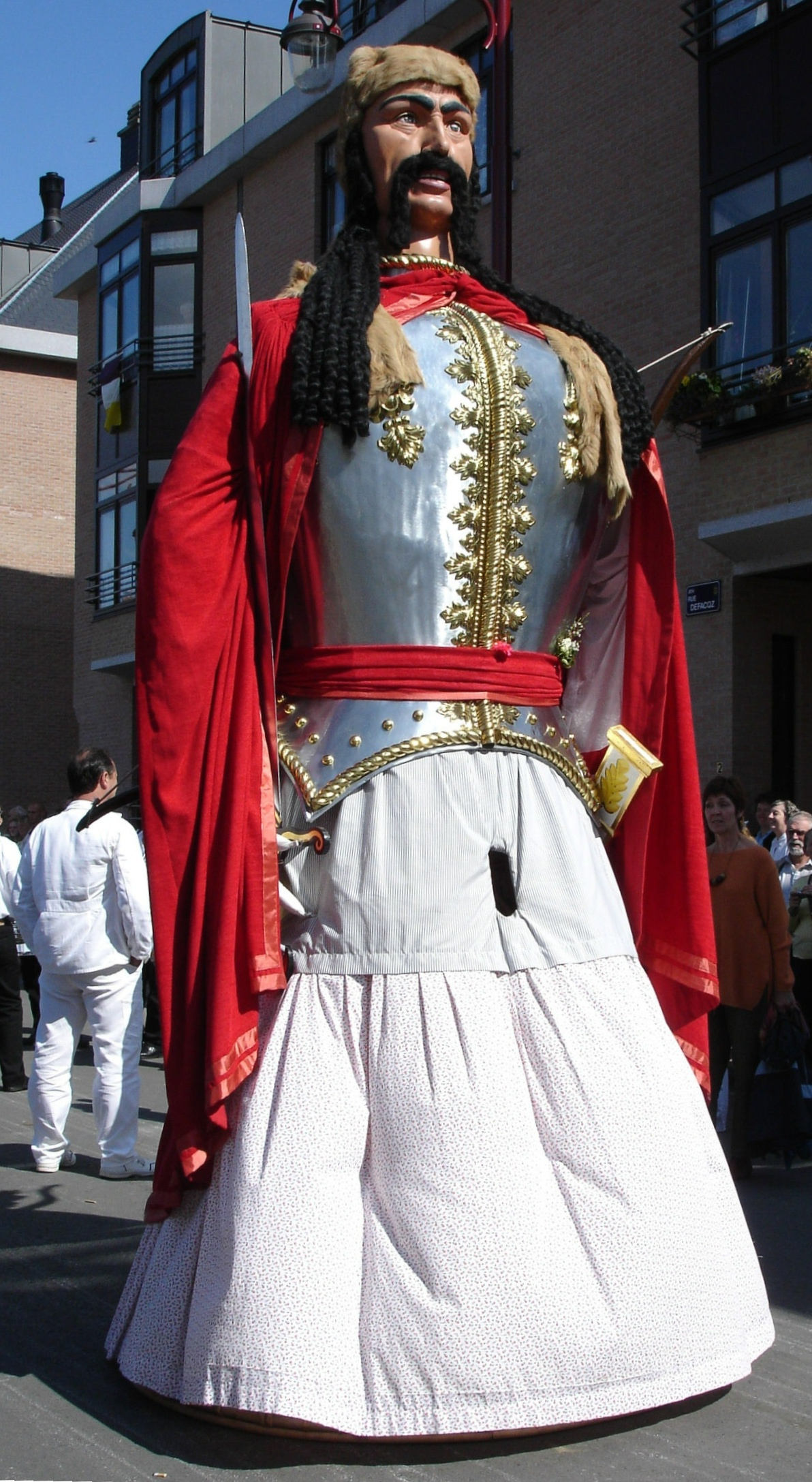
Ambiorix en 2006
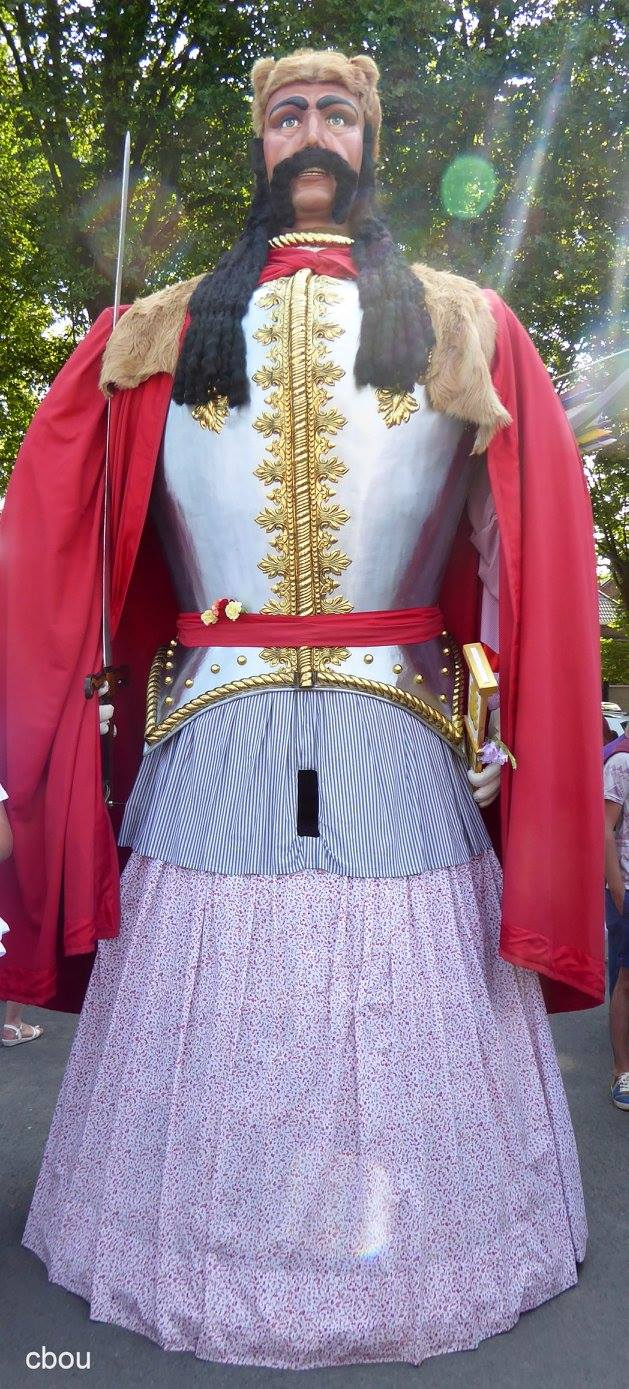
Ambiorix en 2018

## Référence
- JP Ducastelle, L. Dubuisson, La Ducasse d'Ath, passé & présent, La Maison des Géants, Ath, 2014